# Салата Леонід Володимирович
Леоні́д Володи́мирович Сала́та — старшина служби цивільного захисту ДСНС.

## Нагороди
За особисту мужність і героїзм, виявлені у захисті державного суверенітету та територіальної цілісності України, вірність військовій присязі під час бойових дій та при виконанні службових обов'язків, відзначений — нагороджений
- 10 жовтня 2015 року — орденом «За мужність» ІІІ ступеня.